# Żabieniec lancetowaty
Żabieniec lancetowaty (Alisma lanceolatum With.) – gatunek błotnych roślin zielnych z rodziny żabieńcowatych (Alismataceae). Występuje naturalnie w Europie, Makaronezji, północno-zachodniej Afryce, na Syberii, Kaukazie, w zachodniej i środkowej Azji oraz w Chinach i na subkontynencie indyjskim. Introdukowany lub zawleczony do Nowej Zelandii, Oregonu, Kalifornii, środkowego Chile oraz południowej Australii.
W Polsce rodzimy, rzadki.

## Morfologia
PokrójWzniesione rośliny zielne o wysokości od 20 do 60 (90) cm.
LiścieLiście nawodne, zielono-modre, o blaszce wąsko-eliptycznej do jajowato-lancetowatej, ostrej, o wymiarach 6–7,5×1–1,4 cm, ostro zwężającej się w dłuższy ogonek.
KwiatyZebrane w wiechę, składającą się w każdym okółku z (3–) 4–6 rozgałęzień i szypułek, osiągającą długość 30–40 cm. Kwiaty różowopurpurowe do bladofioletowych, z przodu spiczasto wyciągnięte, o średnicy około 1,2 cm. Szypułki smukłe, o długości 1,5–1,8 (2,2) cm. Przysadki trójkątno-jajowate, zaostrzone, o długości 5–10 mm. Działki kielicha trójkątno-jajowate, o wymiarach 3×2 mm, z błoniastymi brzegami, ostre. Płatki korony błoniaste, podłużne, o wymiarach 5–6×2–2,5 mm, ostre. Kwiaty obupłciowe, 6-pręcikowe. Nitki pręcików o długości około 2 mm. Główki pręcików eliptyczno-podłużne. Zalążnie o długości około 1 mm, nagie. Szyjki słupków dłuższe od zalążni, wzniesione.
OwoceOdwrotnie jajowate, jasnobrązowe niełupki o długości 2–2,5 mm, z 1 lub 2 bruzdami. Nasiona podłużne, o długości około 1,5 mm, czerwonawo-brązowe.

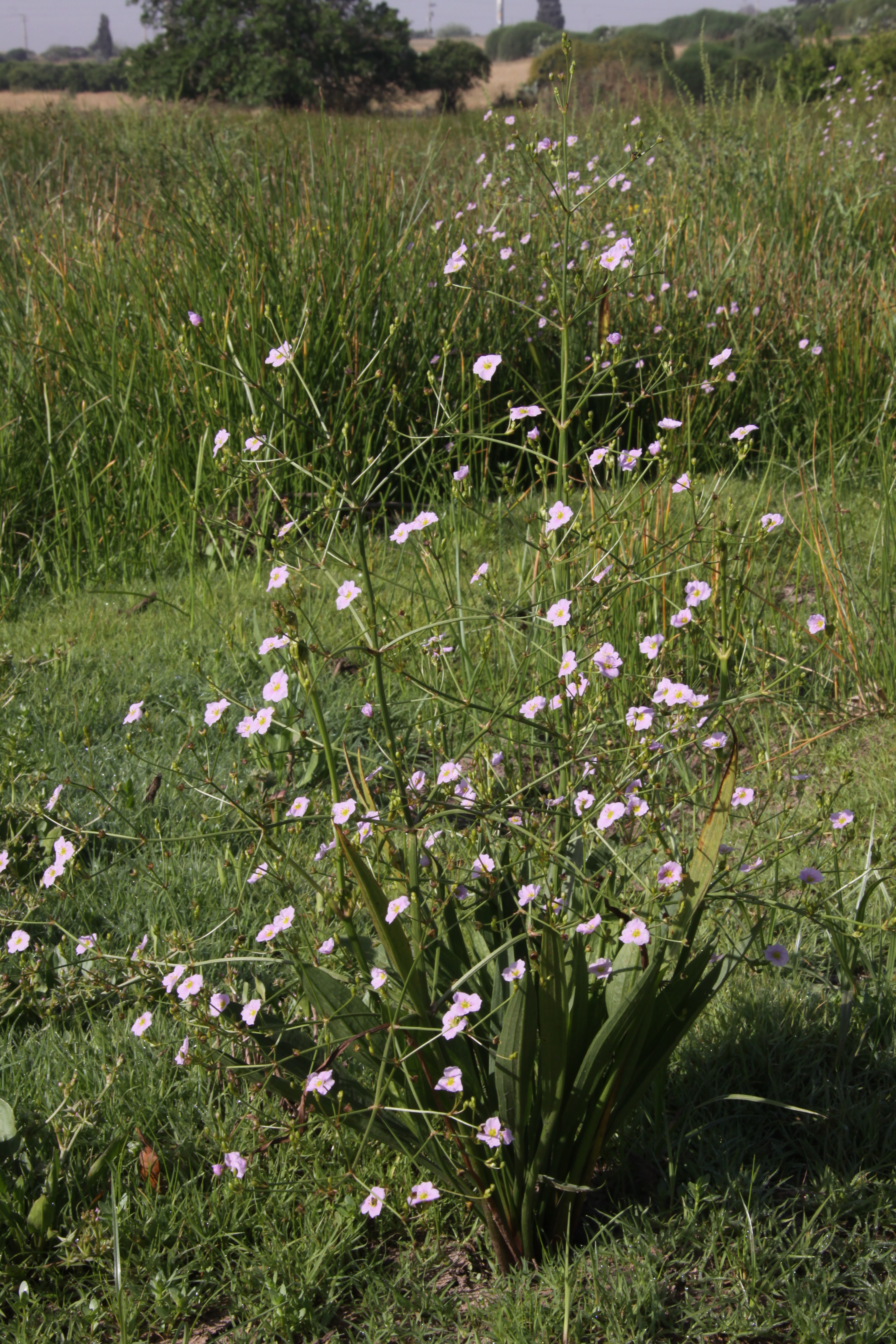
Pokrój
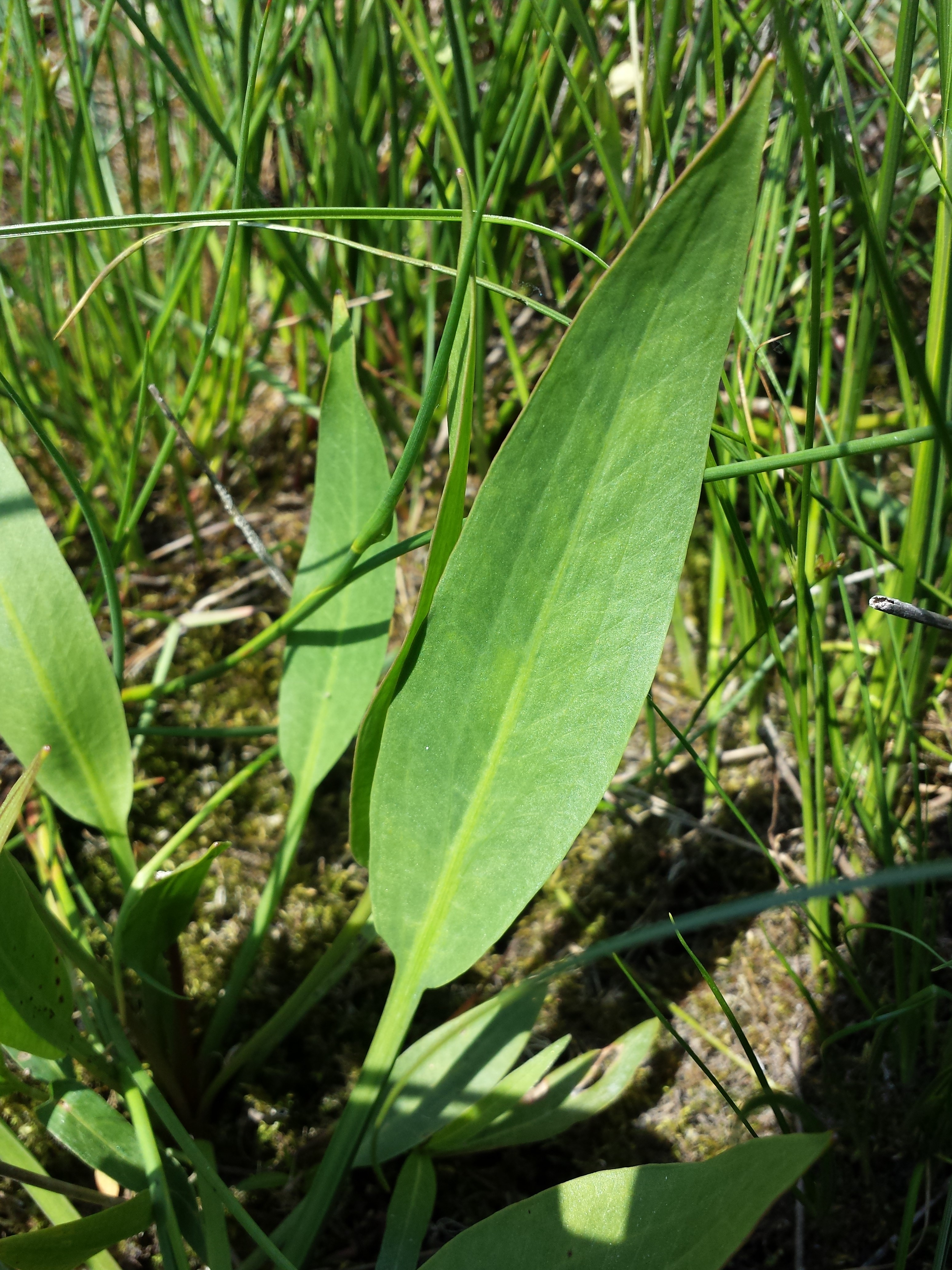
Liść
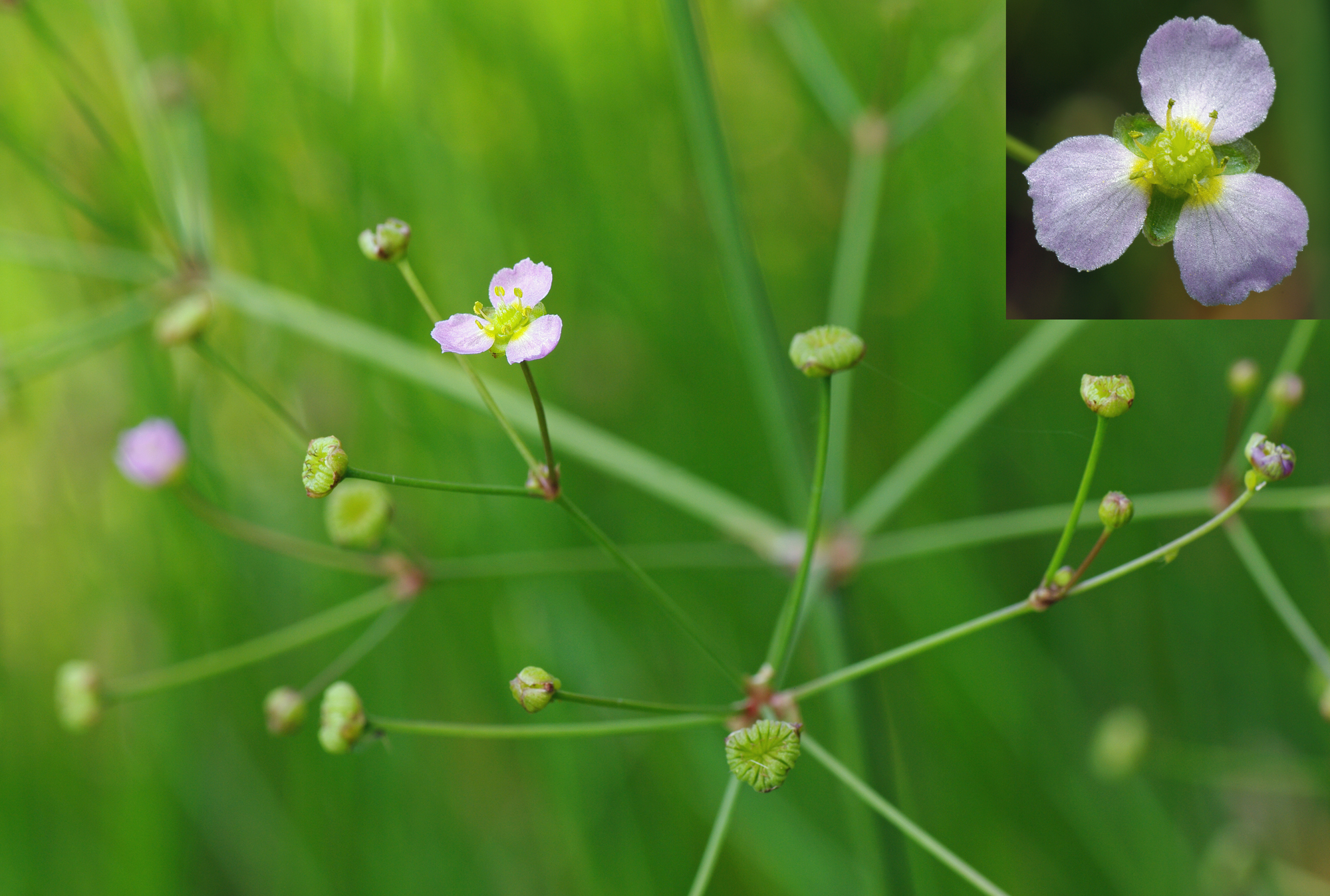
Kwiatostan
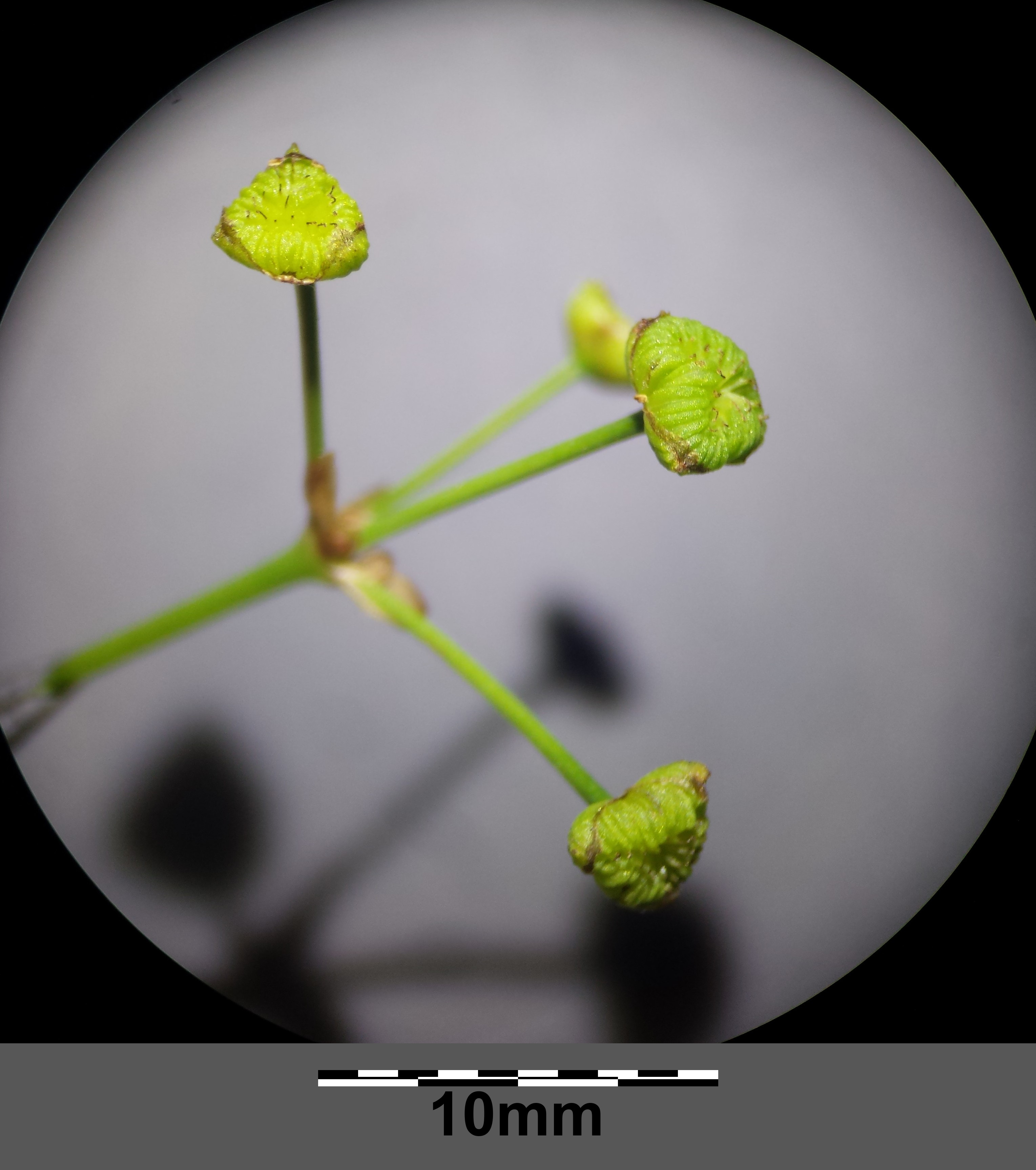
Owoce

Gatunki podobneŻabieniec babka wodna, od którego różni się przede wszystkim kształtem blaszek liściowych i kolorem płatków korony kwiatu.

## Biologia i ekologia
Żabieniec lancetowaty jest wieloletnią, błotnopączkową rośliną zielną. Zasiedla brzegi rzek i zbiorników wodnych. Kwitnie po wynurzeniu liści, od czerwca do sierpnia. Rośliny z tego gatunku są roślinami żywicielskimi dla mszycowatych z gatunku Rhopalosiphum nymphaeae. Liczba chromosomów 2n = 26, (28, 34, 36).

## Zagrożenie i ochrona
Gatunek na obszarze Polski uznany za narażony (kategoria zagrożenia V (VU)), umieszczony na Czerwonej liście roślin i grzybów Polski z 2006 roku i 2016 roku oraz w Polskiej czerwonej księdze roślin z 2014 roku.
Nie podlega ochronie gatunkowej na podstawie przepisów prawa krajowego, nie został również uznany za ważny dla Unii Europejskiej w dyrektywie siedliskowej. Występuje w siedliskach przyrodniczych, będących przedmiotem systemu ochrony zagrożonych składników różnorodności biologicznej kontynentu europejskiego "Natura 2000".

## Zastosowanie
Żabieniec lancetowaty bywa uprawiany jako ozdoba brzegów stawów i oczek wodnych. Nie wymaga żadnej opieki. Jest inwazyjny i często traktowany jako chwast, szczególnie w uprawach ryżu.